# 湯詠珊
湯詠珊（Michelle Tong Wing Shan，1977年10月19日—），出生於香港，奧爾集團有限公司及鴻悅策略有限公司董事局主席兼首席執行官。
曾在1999年香港小姐競選中落選之一，也是曾在思潮娛樂和思潮教育學院董事一職。

## 外部連結
- 青雲路 : 《絕代商驕》真人版　公司醫生月入20萬 湯詠珊[永久]